# Still Blazin’ Live
Still Blazin’ Live – pierwszy album koncertowy Capletona, jamajskiego wykonawcy muzyki reggae i dancehall.
Album w postaci płyty DVD został wydany 17 czerwca 2003 roku przez nowojorską wytwórnię VP Records. Znalazło się na nim nagranie z koncertu Capletona  w Prospect Parku na Brooklynie w Nowym Jorku w lipcu 2002 roku. Produkcją krążka zajął się Chris Chin.

## Lista piosenek
1. "Burning Now"
2. "Bun Out the Chi Chi"
3. "Call Me On the Telephone"
4. "Dis the Trinity"
5. "Can't Sleep Ah Night"
6. "Fire Speech"
7. "Cooyah Cooyah"
8. "Who Dem"
9. "Wah Dat"
10. "Badness"
11. "Stay Far"
12. "Jah Jah City"
13. "Mi Deh Ya"
14. "Tek It Off"
15. "In Your Eyes"
16. "Pure Woman"
17. "Gimme Di Woman"
18. "Dislocate"
19. "Mashing Up the World"
20. "Wicked Man Haffi Fall"
21. "Good in Her Clothes"
22. "Who Am I"
23. "It Was Written"